# ひので斎場

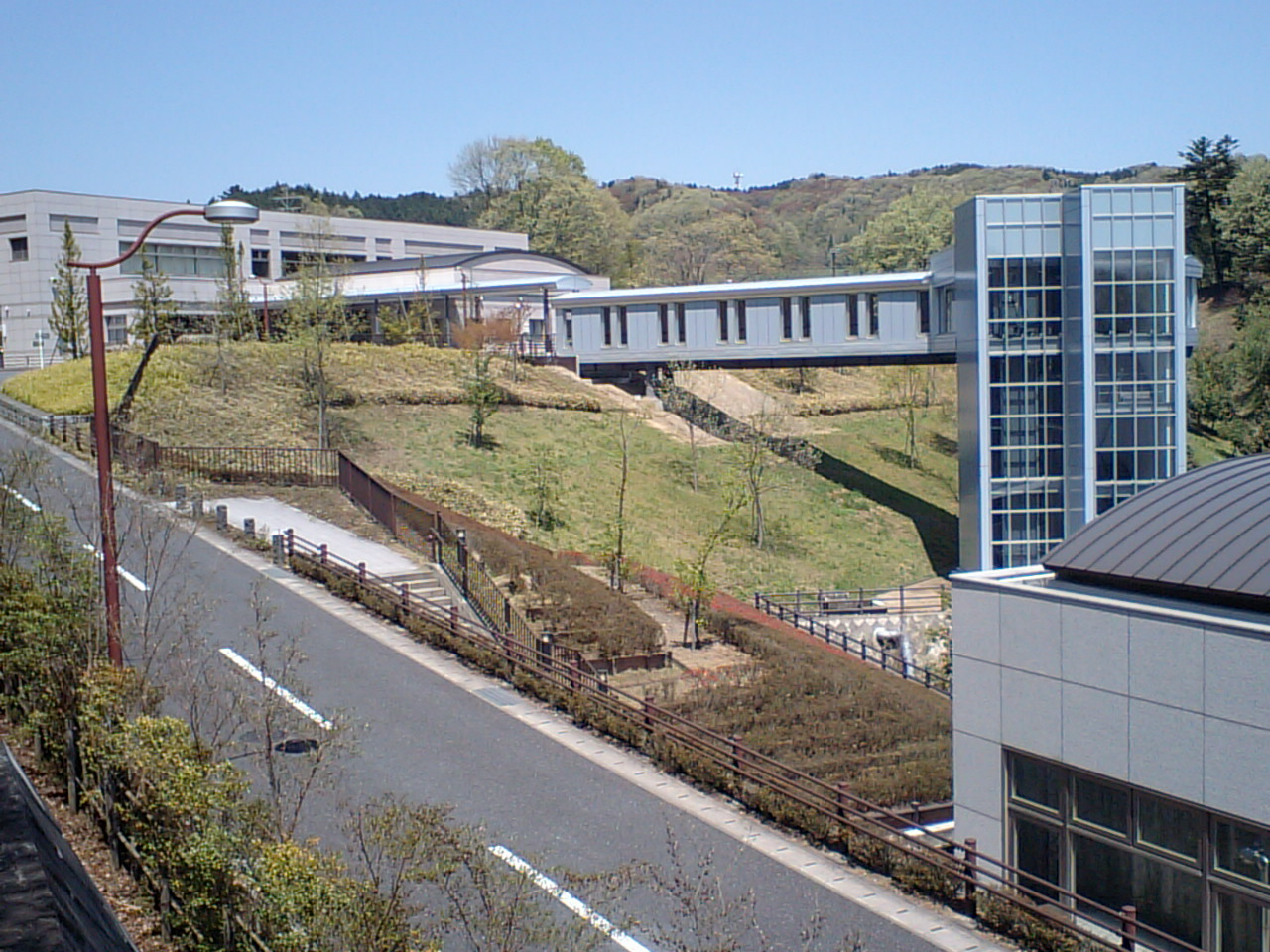
ひので斎場

ひので斎場（ひのでさいじょう）は、東京都西多摩郡日の出町にある公営斎場・火葬場。友引の日、1月1日～1月3日は休館日となっている。あきる野市、西多摩郡日の出町、同檜原村、同奥多摩町で構成する一部事務組合、秋川流域斎場組合が運営している。おもに組合に加入している市町村の人が利用している。｢想い出を語るロマンの杜ひので斎場｣とも呼ばれている。

## 斎場所在地
- 〒190-0182 東京都西多摩郡日の出町平井3092

## 施設概要
- 火葬炉 4基（1基は汚物炉）
- 式場 2室
- 収骨室 3室
- 霊安室 3室（火葬等に1室、式場に2室）

## 歴史
- 1995年5月1日 - あきる野市、日の出町、檜原村の3市町村によって秋川流域斎場組合が設立。
- 2001年4月1日 - ひので斎場の使用が開始。
- 2013年5月1日 - 奥多摩町が組合に加入。

## 最寄駅
鉄道
- 五日市線武蔵五日市駅から、タクシーで15分
- 青梅線青梅駅または東青梅駅から、タクシーで15分～20分